# Lübeckse recht
Het Lübeckse Recht, ook bekend als het Lübeckse Stadsrecht, was een geheel van gecodificeerd gemeenterecht dat zich ontwikkelde in de Duitse stad Lübeck. Lübeck verkreeg de status van een vrije keizerlijke stad in 1226, waardoor het de mogelijkheid kreeg om zijn eigen juridische systeem te ontwikkelen. Het Lübeckse Recht was een belangrijk voorbeeld van gemeenterecht in middeleeuws en vroegmodern Duitsland en had invloed op verschillende andere steden in Noord- en Noordoost-Duitsland.
Belangrijke kenmerken en principes van het Lübeckse Recht omvatten:
Zelfbestuur en zelfadministratieHet Lübeckse Recht voorzag in het recht van de stad op zelfbestuur en zelfadministratie. Hierdoor kon de stad bepaalde aangelegenheden zelf reguleren zonder volledig afhankelijk te zijn van externe heersers zoals bisschoppen, hertogen, koningen of keizers.
Autonomie met beperkte afhankelijkheidHoewel steden onder het Lübeckse Recht een zekere mate van autonomie genoten, betekende dit niet dat ze volledig onafhankelijk waren van externe autoriteiten. De afhankelijkheid van een heer, zoals een keizer in het geval van Lübeck, bleef bestaan, zij het in beperkte mate.
Stadsraad (Rat)Het bestuur van de stad werd toevertrouwd aan een Raad, bestaande uit 20 Raadsheren (raadsleden). Deze Raad had de bevoegdheid om belangrijke beslissingen te nemen met betrekking tot wetgeving, rechtspraak en uitvoering.
GildenvertegenwoordigingEen kenmerkend aspect van het Lübeckse Recht was de betrokkenheid van de koopmansgilden bij het bestuur. De Raadsheren werden niet rechtstreeks gekozen door de burgers, maar werden benoemd uit de stadsgilden, waardoor de belangen van de gilden werden vertegenwoordigd in het stadsbestuur.
BurgemeestersDe Raad koos maximaal vier burgemeesters uit zijn leden. De "eerste burgemeester" diende vaak als primus inter pares (de eerste onder gelijken) en had mogelijk een leidende rol in het bestuur.
Lange ambtstermijnenDe termijn van een Raadslid was in principe twee jaar, maar in de praktijk konden Raadsheren worden gevraagd om langer in functie te blijven, wat vaak resulteerde in een levenslange ambtstermijn.
Het Lübeckse Recht werd niet alleen toegepast in Lübeck zelf, maar verspreidde zich ook naar andere steden rond de Oostzee. Het diende als een belangrijk model voor stadsrechten en governance in Duitsland en droeg bij aan de oprichting van de Hanzeatische Liga, een handelsassociatie van steden in Noord-Europa. Het behield zijn invloed tot de implementatie van het moderne Duitse burgerlijk wetboek in 1900.

## Steden onder het Lübeckse recht
- Lübeck
- 1188 - Hamburg
- 1218 - Rostock
- 1226 - Wittenburg
- 1234 - Stralsund
- 1235 - Gdańsk
- 1236 - Plön en Demmin
- 1238 - Itzehoe
- 1242 - Kiel
- 1243 - Tønder
- 1246 - Elbląg
- 1248 - Tallinn
- 1250 - Greifswald
- 1253 - Damgarten
- 1254 of 1258 - Klaipėda
- 1255 - Kołobrzeg
- 1260 - Tczew
- voor 1263 - Gdańsk
- 1282 - Wolgast
- 1282 - Wilster
- 1284 - Braniewo
- 1302 - Rakvere
- 1310 - Słupsk
- 1310 - Szczecinek
- 1312 - Darłowo
- 1313 - Polanów
- 1317 - Sławno
- 1343 - Sianów
- 1345 - Narva
- 1585 – Haapsalu
- 1613 - Bergen auf Rügen
- Wismar